# 小西想羅
小西 想羅（こにし そうら、2000年2月21日 - ）は、日本の女子ラグビーユニオン選手。

## プロフィール
- 東京都出身[1]。
- ポジションはロック(LO)、フランカー(FL)。
- 身長 166cm、体重 63kg
- 女子日本代表キャップは2。（2021年11月現在）

## 略歴
5歳からラグビーを始めた。
2018年、国学院栃木高校卒業後、青山学院大学に入る。